# Pacifique Ndabihawenimana
Pacifique Ndabihawenimana (* 5. März 1985) ist ein burundischer Fußballschiedsrichter.
Seit 2013 ist er FIFA-Schiedsrichter und leitet internationale Fußballspiele.
Ndabihawenimana wurde bei zwei Afrika-Cups eingesetzt. Er leitete ein Gruppenspiel beim Afrika-Cup 2019 in Ägypten sowie ein Gruppenspiel, ein Achtelfinale und ein Viertelfinale beim Afrika-Cup 2022 in Kamerun. 
Bei der U-20-Weltmeisterschaft 2019 in Polen wurde Ndabihawenimana als Unterstützungsschiedsrichter eingesetzt.